# Ramon Camats i Guàrdia
Ramon Camats i Guàrdia (Oliola, 1963) és un filòsof, docent i escriptor català. Va ser regidor de la Paeria de Lleida pel partit Iniciativa per Catalunya Verds i escriu regularment al diari Segre.

## Obra publicada
- Les emocions del poder.  Barcelona: Edicions 62, 1998. ISBN 84-297-4382-0.
- El llegat d'Antígona. El principi de desobediència civil.  Barcelona: Edicions 62, 2001. ISBN 84-297-4838-5.
- El clergue i el bufó. Una aproximació crítica a l'assaig periodístic.  Barcelona: Centre d'Estudis de Temes Contemporanis, 2003. ISBN 84-96103-19-6.
- Buscar les pessigolles. Sàtires de la vida quotidiana.  Lleida: Pagès, 2012. ISBN 978-84-9975-230-3.
- Adéu, vida meva (apunts sobre el suïcidi).  Lleida: Plec, 2014. ISBN 978-84-695-9808-5.[3]